# Stredný tok Ondavy
Stredný tok Ondavy este o arie protejată (arie specială de conservare — SAC, sit de importanță comunitară — SCI) din Slovacia întinsă pe o suprafață de 155,3 ha, integral pe uscat.

## Localizare
Centrul sitului Stredný tok Ondavy este situat la coordonatele 48°55′52″N 21°43′38″E / 48.931061°N 21.727134°E.

## Înființare
Situl Stredný tok Ondavy a fost declarat sit de importanță comunitară în decembrie 2021.

## Biodiversitate
Situată în ecoregiunea alpină, aria protejată conține 1 habitat natural: Păduri aluvionare cu Alnus glutinosa și Fraxinus excelsior (Alno-Padion, Alnion incanae, Salicion albae).
La baza desemnării sitului se află mai multe specii protejate de  pești (3): porcușor de nisip (Romanogobio kesslerii), porcușor de vad (Romanogobio uranoscopus), fusar (Zingel streber).